# Kulturpass für 18-Jährige
Der Kulturpass für 18-Jährige (Eigenschreibweise KulturPass)  ist ein Förderprogramm der deutschen Bundesregierung, das Personen, die 2023 18 Jahre alt werden, ein Guthaben von 200 Euro für Kulturangebote im ganzen Land zur Verfügung stellt. Das Programm wurde ins Leben gerufen, um jungen Menschen, insbesondere solchen, die sonst wenig Berührung mit Kulturangeboten haben, den Zugang zu Kultur zu erleichtern und den Kulturwirtschaftszweig nach der COVID-19-Pandemie finanziell zu unterstützen. Der Kulturpass kann seit dem 14. Juni 2023 in Anspruch genommen werden.

## Anspruchsvoraussetzungen
Etwa 750.000 junge Menschen, die 2005 geboren wurden und in Deutschland leben, können den Kulturpass nutzen, unabhängig von ihrer Staatsangehörigkeit. Seit dem 1. März 2024 können auch alle jungen Menschen, die im Jahr 2006 geboren wurden und in Deutschland leben, den KulturPass nutzen. Um das Guthaben freizuschalten, wird vorausgesetzt, dass sich die Berechtigten die Kulturpass-App auf ihr digitales Endgerät herunterladen oder die Kulturpass-Website nutzen und sich mit den entsprechenden Dokumenten registrieren. Dazu wird ein Online-Ausweis (Personalausweis mit Online-Funktion, eID-Karte oder elektronischer Aufenthaltstitel) benötigt.

## Umfang der Förderung
Das Guthaben von 200 Euro kann für verschiedene Kulturangebote wie Theater, Kinos, Museen, Konzerte, Bücher oder Musikfachhandel verwendet werden. Die App bietet eine Übersicht über die teilnehmenden Kulturanbieter und die verfügbaren Angebote. Bundesweit haben sich zum Start der App rund 4900 Kulturanbieter mit etwa 1,6 Millionen verschiedenen Angeboten angemeldet. Die Last zum Einstellen der Angebote in die Plattform und deren Pflege liegt bei den Anbietern.

## Vergleichbare Angebote
Der Kulturpass in Deutschland wurde nach dem Vorbild anderer europäischer Staaten wie Frankreich (dortige Bezeichnung: pass Culture) eingeführt; dort erhalten 18-Jährige ebenfalls ein Kulturguthaben, das sie für verschiedene Kulturangebote nutzen können. Die Erfahrungen in Frankreich zeigen, dass vor allem Buchhändler von dem Programm profitieren, wobei mehr als die Hälfte der über den Kulturpass reservierten Bücher Mangas sind.

## Nutzung
Im August 2023 ergab eine erste Bilanz der Nutzung des Angebots, dass die meisten, die den Kulturpass in Anspruch genommen hatten, damit Bücher und Comics gekauft hatten (83.000 Nutzer), gefolgt von Kinokarten (57.000) und Konzert- und Theaterkarten (25.000). Vom Umsatz her gesehen flossen 1,2 Millionen Euro in Veranstaltungen der darstellenden Künste, 1,1 Millionen Euro wurden für Bücher und Comics ausgegeben und 461.000 Euro für Kinobesuche.
Bei der Eröffnung der Frankfurter Buchmesse 2023 sagte die Staatsministerin und Beauftragte der Bundesregierung für Kultur und Medien Claudia Roth in ihrer Rede, über 200.000 junge Erwachsene hätten den Kulturpass mittlerweile genutzt, meistens für Bücher.
Meistgekauft über den Kulturpass wurden bisher folgende Bücher (ohne Käufe mit Buchhandels-Gutscheinen; in Klammern Inhaltskategorisierung):
- Hannah Grace: lcebreaker (New Adult), 1.641 Käufe
- Rebecca Yarros: Fourth Wing – Flammengeküsst (Fantasy Romance), 1.434 Käufe
- Colleen Hoover: Verity (Romantik-Thriller), 1.068 Käufe
- Ana Huang: Twisted Games (New Adult), 954 Käufe
- Colleen Hoover: It Starts with Us – deutscher Titel: Nur noch einmal und für immer (New Adult), 907 Käufe
- Ana Huang: Twisted Lies (New Adult), 846 Käufe
- Ana Huang: Twisted Hate (New Adult), 835 Käufe
- Jane S. Wonda: Very Bad Kings (New Adult), 601 Käufe
- Juli Zeh: Corpus Delicti (Romantik-Thriller), 554 Käufe

Mit Stand 6. Februar 2025 verteilten sich die Reservierungen und Umsätze (Jahrgänge 2005 und 2006) bundesweit wie folgt auf die Kategorien:
| Kategorie                 | Reservierungen (Anzahl) | Umsätze (in Euro) |
| Bücher                    | 1.511.630               | 25.615.204        |
| Konzerte und Bühne        | 282.431                 | 14.948.095        |
| Kino                      | 946.699                 | 11.122.576        |
| Musikinstrumente          | 14.250                  | 1.299.485         |
| Tonträger                 | 10.739                  | 287.177           |
| Museen und Parks          | 19.852                  | 166.055           |
| Noten                     | 1.505                   | 41.060            |
| Workshops (seit 01.01.24) | 242                     | 5.267             |
| Gesamt                    | 2.787.348               | 53.484.920        |

## Kritik
Im Juli 2023 kritisierte die Frankfurter Allgemeine Zeitung, dass auch Bücher rechtsextremer Verlage mit dem Kulturpass zu erwerben seien. Auf Nachfrage bei der Kulturstaatsministerin erklärte deren Sprecher, man prüfe zwar rechtliche Schritte hiergegen, grundsätzlich seien aber alle Werke über die Plattform zu erwerben, die auch sonst im Buchhandel erhältlich sind. Der Barsortimenter Libri, der Buchhändlern eine Möglichkeit bietet, unerwünschte rechtsextremistische Verlage auszulisten, bestätigte gegenüber der Zeitung, dass das bei der Kulturpass-Plattform besonders aufwendig sei. Ausnahmen gebe es nur für Schulbücher, die über den Kulturpass nicht zu erwerben seien. Weitere Einschränkungen seien händisch nur schwer einzupflegen.